# Points of view
Points of view (en español, Puntos de vista) es una escultura del artista británico Tony Cragg, siendo esta la primera obra que se expone públicamente de forma permamente en España de este artista.
Se trata de una pieza realizada en bronce, que se caracteriza por su original silueta y su forma aerodinámica. Como otras obras del mismo artista es de gran tamaño.
Desde el 2 de agosto de 2005 se exhibe en la ciudad andaluza de Málaga, en la confluencia de las calles Larios y Strachan.